# Faïencerie Montagnon
La faïencerie Montagnon ou manufacture du Bout du monde est une faïencerie fondée en 1648 à Nevers, rachetée par Antoine Montagnon en 1875 et fermée en 2015.

## Histoire
Alors que le XVIIe siècle voit une très forte activité de faïencerie se développer à Nevers, l'atelier du logis Saint-Gorges est fondé en 1648 par Marius Péan (qui avait travaillé à L'Autruche), Louis Baron et Germain Miette dans la maison Saint-Georges qu'ils prennent en location. 
L'atelier est repris par Jean Lorot et Nicolas Goumet en 1661 puis par Guillaume Mars en août 1671 qui lui adjoint une grange portant l'enseigne Bout du monde, nom du quartier où elle était située, le bout du monde, à l'écart du centre-ville à l'époque et qui donnera ensuite son nom à la manufacture. À la mort de Guillaume Mars en 1679,  Estienne Loizillon reprend le logis Saint-Georges puis, en 1680, Gaspard Goumet et Louis Mottret reprennent l'activité jusqu’à la vente de l'affaire à Antoine Thonnelier en 1684. Après une direction par Jacques Lorot, les gendres de Thonnelier, Claude et Jacques Seigne, déjà à la tête de la manufacture Chantemerle, dirigent l'atelier à partir de 1721 puis, en 1732, Jacques reste seul à la direction. En difficulté financière, il doit louer l'affaire en 1741 à Pierre Seguin et son épouse Marguerite Deselle. S'ensuivent de multiples changements de direction à la manufacture du Bout du monde jusqu'à la faillite en 1762 : Nicolas Hude puis sa veuve Jeanne Marie Carimantrand jusqu'en 1753, Michel Prou et son épouse Marie Charbonneau avec leur fils François Prou de Marigny jusqu'en 1754, Antoine Brécat en 1755, Fleury Chollet jusqu'en 1756, François Barleuf, Pierre Simonet, Claude Michot, Gilles Boizot et Antoine Fortier jusqu'en 1757, Jean de Chaumes en 1757 et à nouveau Antoine Brécat. La manufacture est rachetée par Pierre-Louis Perrony en 1762, son fils Philippe Louis lui succède en 1778 et s'associe en 1786 avec son neveu Jean Antoine Petit qui en assure la direction jusqu'en 1826. Jacques Petit Enfert succède à Jean Antoine Petit, il emploie 47 ouvriers en 1845. 
La manufacture du Bout du monde est vendue à (Henry) François Signoret en 1846 et son fils (François) Henri Signoret (26 août 1822 - 30 mai 1898) reprend la manufacture en 1853. Il produit notamment des pièces de grandes dimensions, telles une balustrade, une fontaine avec sa vasque (« qu’on pourrait placer dans un vestibule ») ou plus simplement de grands plats. C'est Henri Signoret qui, le premier, signe sa production d'un nœud vert. Henri Signoret emploie 76 ouvriers en 1864 mais plus que 50 en 1870.

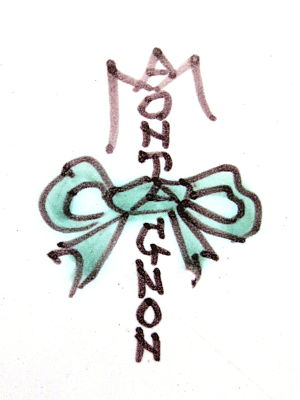
Signature d'une pièce produite par Antoine Montagnon

Face à la concurrence de la faïence anglaise et de la porcelaine, les faïenceries de Nevers déclinent au XIXe siècle, au point que seule subsiste la faïencerie du Bout du monde en 1881. Celle-ci a été rachetée en 1875 à Henri Signoret par Antoine Montagnon, marchand de tissus qui a décidé d'investir dans la faïence dont il souhaite relancer l'activité à Nevers. Antoine Montagnon recrute des peintres, rachète les équipements et le fonds des autres fabriques comme l’Ecce Homo, Bethléem et L’Autruche, améliore les outils et les techniques et choisit de développer la faïence artistique. Il retrouve la technique du « bleu de Nevers » et, outre les petits objet de faïence habituels comme des pichets ou des services à thé, il réalise de très grandes pièces telles des jardinières de 1,25 mètre de long, des plats de quatre mètres de diamètre ou des aiguières sur socle. Sa production est récompensée en 1876 par un diplôme de mérite à l’Exposition universelle de 1876 à Philadelphie puis d'une première médaille d'or à l'Exposition universelle de 1878 à Paris et d'une seconde à l'Exposition universelle de 1889,. En 1884, à la suite d'une grève, des ouvriers de la manufacture fondent leur propre entreprise, la faïencerie Trousseau ; celle-ci fermera dix ans plus tard. La faïencerie Trousseau adopte elle aussi le nœud vert comme signature à partir de 1888 mais Antoine Montagnon, qui entend conserver l'exclusivité du nœud vert pour signer sa production, intente un procès à ses concurrents, procès qu'il perd en 1891.
Le 1er janvier 1899, son fils Gabriel Montagnon prend la direction de la manufacture et abandonne la production de vaisselle utilitaire d'usage courant pour se consacrer à la faïence d'art. Sa production est prisée de la bourgeoisie nivernaise et la maison Montagnon emploie au début du XXe siècle une cinquantaine d'ouvriers.
En 1937, Jean Montagnon succède à son père Gabriel à la tête de la faïencerie qu'il dirigera pendant quarante-et-un ans. Il la modernise avec notamment l'utilisation du four électrique, il élargit la gamme des émaux et crée quelques pièces de style art déco. Il forme des peintres dont cinq deviendront meilleurs ouvriers de France.
En 1978 vient le tour de Gérard Montagnon qui reprend la manufacture dirigée par son père,. La fabrication reste artisanale et les pièces produites peuvent être décorées selon les demandes des clients. En 2003, la faïencerie  Montagnon est toujours la plus importante de Nevers et compte encore une dizaine de salariés. La faïencerie Montagon ferme en 2015.

## Pièces produites par la faïencerie Montagnon

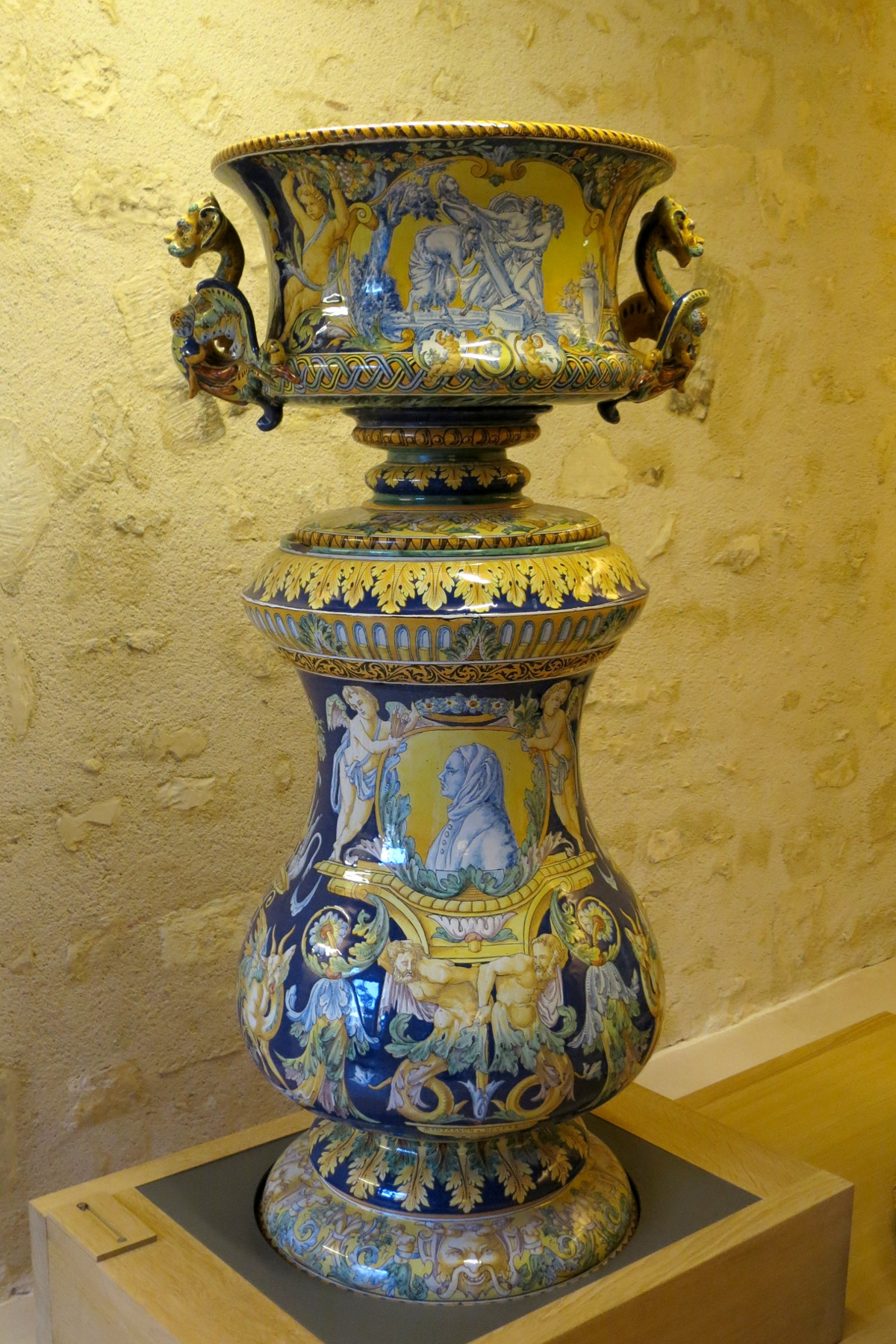
Antoine Montagnon, Grand vase de jardin, fin du XIXe siècle, musée de la faïence, Nevers
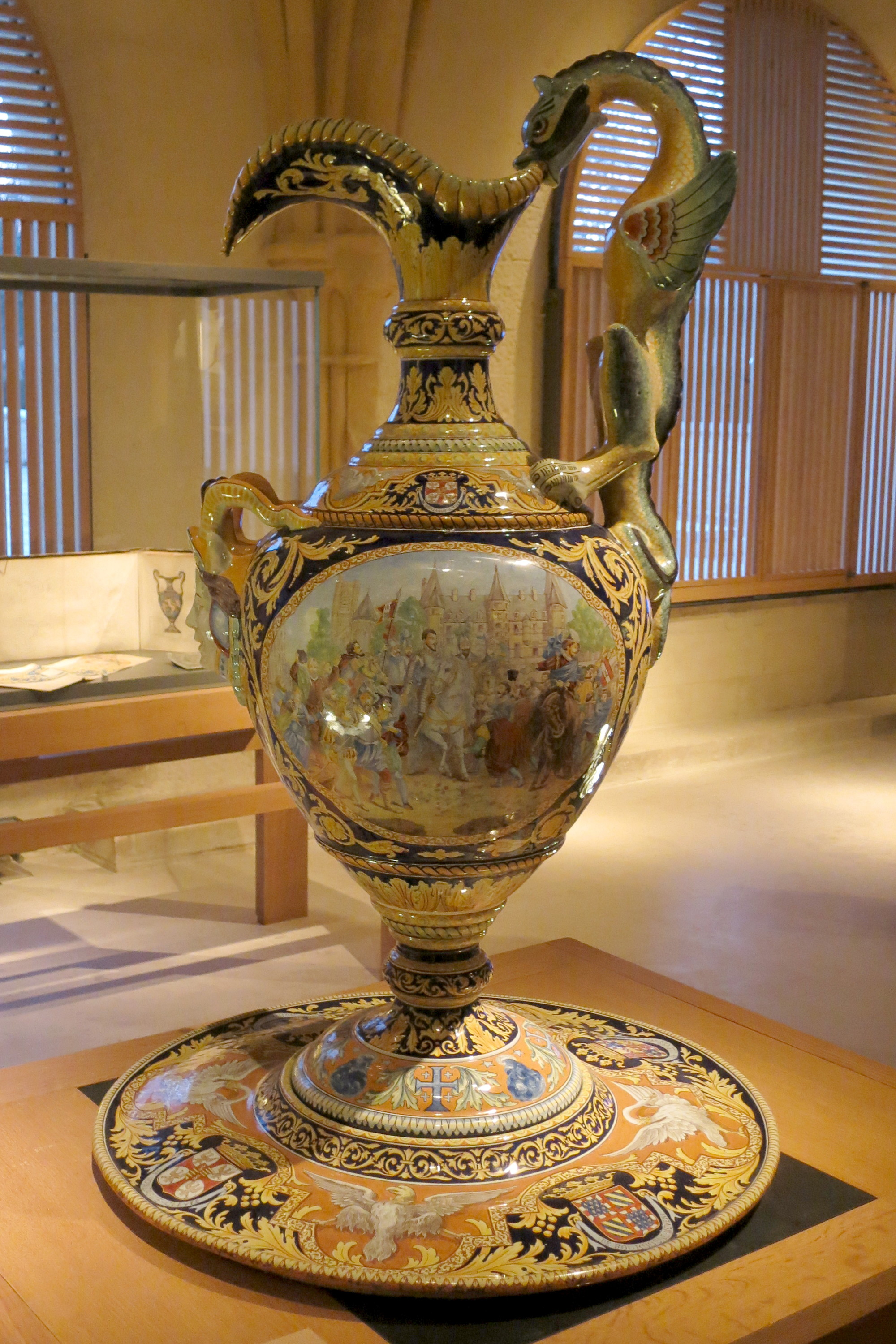
Charles Sol (peintre sur faïence), Aiguière Gonzague, 1889, musée de la faïence, Nevers
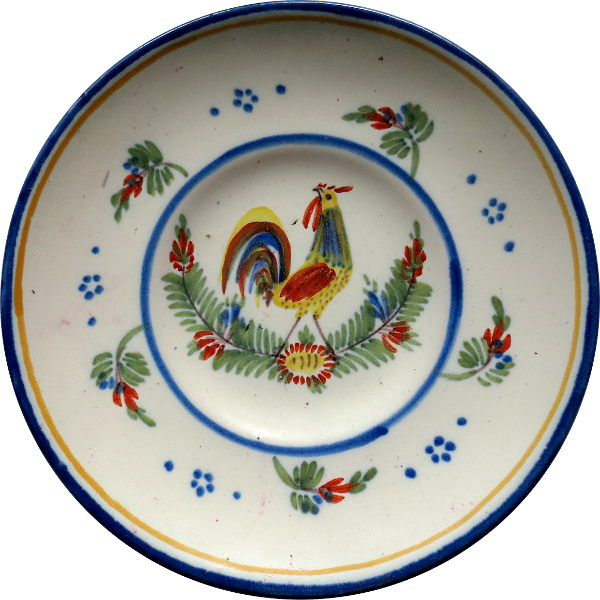
Petite assiette, fin du XIXe siècle
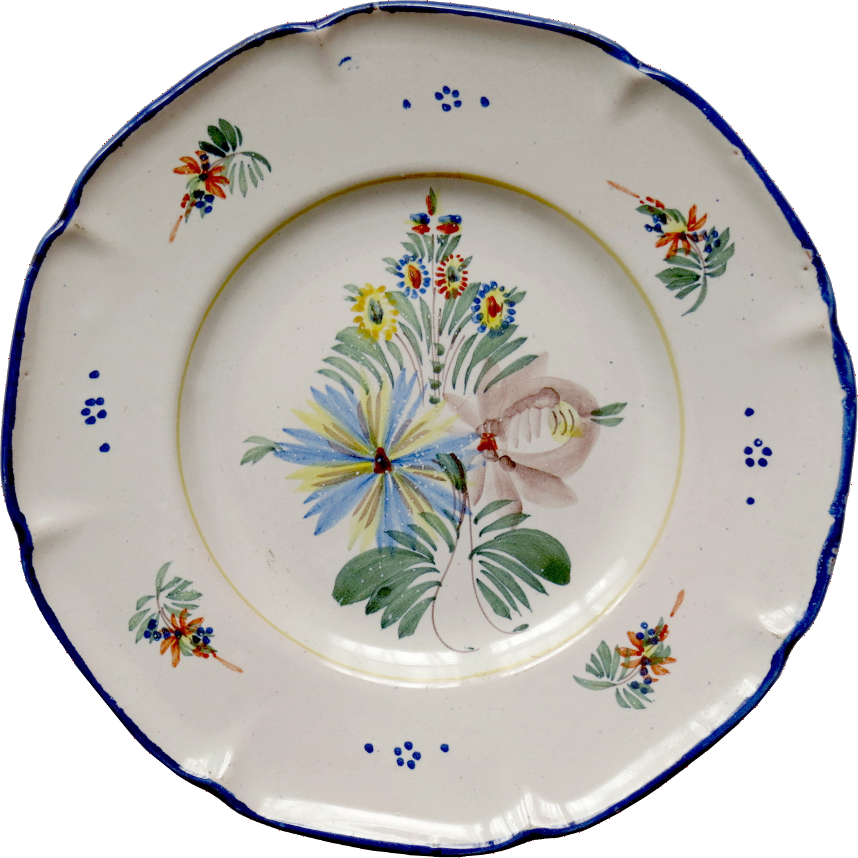
Assiette à dessert, fin du XIXe siècle
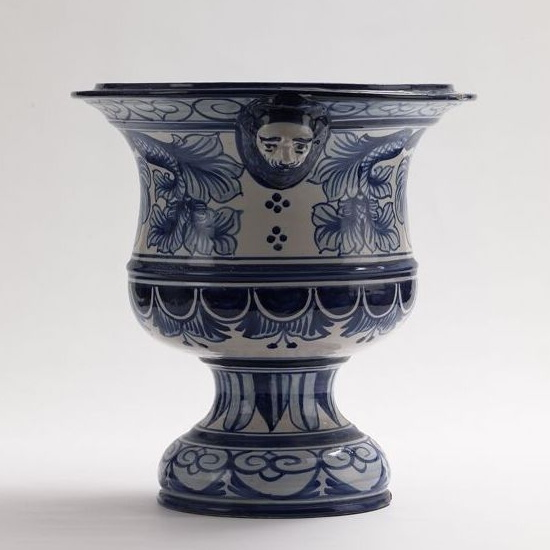
Gabriel Montagnon, vasque cachepot, Musée Départemental Albert Demard